# Saint-Dizier
Saint-Dizier là một xã trong tỉnh Haute-Marne, thuộc vùng Grand Est của nước Pháp, có dân số là 30.900 người (thời điểm 1999).

## Thông tin nhân khẩu
| 1962   | 1968   | 1975   | 1982   | 1990   | 1999   |
| ------ | ------ | ------ | ------ | ------ | ------ |
| 34 407 | 36 616 | 37 266 | 35 189 | 33 552 | 30 900 |

## Nhân vật nổi tiếng
- André Pirro
- Hector Guimard, kiến trúc sư
- Régis Laconi tay đua mô tô